# Бредихино (Ивановская область)
Бредихино — село в Заволжском районе Ивановской области России. Входит в состав Междуреченского сельского поселения.

## История
В 1981 году Указом Президиума Верховного Совета РСФСР поселок совхоза «Пятилетка» переименован в Бредихино.

## Население
| 2010 |
| ---- |
| 131  |

## Инфраструктура
В советское время действовал совхоз «Пятилетка».